# Cso Gjuszong
Cso Gjuszong (hangul: 조규성, handzsa: 曺圭成, RR: Jo Gyuseong; nemzetközi sajtóban gyakran Cho Gue-sung; Anszan (Ansan), 1998. január 25.–) dél-koreai válogatott labdarúgó, a Jeonbuk Hyundai Motors játékosa.

## Pályafutása
Junior klubjaiban védekező középpályásként játszott, ám 2017-ben az egyetemi csapat edzője úgy értékelte, hogy nem jó középpályásnak, és csatár pozícióba helyezte.
2019-ben a másodosztályban szereplő FC Anjang (Anyang) játékosa lett. A szezonban a harmadik legtöbb gólt szerezte, amit követően az első osztálybeli Jeonbuk Hyundai Motorshoz igazolt.
2021-ben a Kimcshon Szangmu (Gimcheon Sangmu) FC-hez került, ahol a katonai szolgálatát teljesítette. Itt jelentősen fejlődött fizikailag és technikailag is.
A válogatottban először a 2022-es világbajnokság selejtezőjében szerepelt a Libanon elleni mérkőzésen.
A világbajnokságon Ghána ellen két gólt rúgott, amivel az első dél-koreai játékos lett, aki két gólt szerzett világbajnokságon. Bár a mérkőzést elveszítették, gólkülönbséggel sikerült bejutniuk az egyenes kieséses szakaszba, Cso (Jo) góljainak köszönhetően.